# Ligne Shinkansen Nishi Kyūshū
La ligne Shinkansen Nishi Kyūshū (西九州新幹線, Nishi Kyūshū Shinkansen) est une ligne japonaise de chemin de fer à grande vitesse d'une longueur de 66 kilomètres entre Takeo-Onsen et Nagasaki sur l'île de Kyūshū. Cette ligne a été créée parallèlement à la ligne principale Nagasaki. Le propriétaire et exploitant de cette infrastructure est la Kyushu Railway Company (JR Kyushu).

## Histoire
La ligne Shinkansen Nishi Kyūshū est en construction depuis 2008. Les essais ont commencé en mai 2022 et le service commercial a débuté le 23 septembre 2022. Un service de relais est mis en place entre Takeo-Onsen et Hakata. Un prolongement pourrait être construit au nord de Takeo-Onsen vers Tosu afin de raccorder la ligne à la ligne Shinkansen Kyūshū et ainsi éviter les ruptures de charge.

## Trains et services
Les services sont exploités par des Shinkansen de la série N700S à 6 voitures, à une vitesse maximale de 260 km/h. Il n'y a qu'un seul type de service, nommé Kamome, reprenant le nom des trains express effectuant la liaison entre Fukuoka et Nagasaki depuis 1961. Tous les trains s'arrêtent à Takeo-Onsen, Isahaya et Nagasaki, tandis que la plupart s'arrêtent aux deux autres gares.

## Liste des gares
| Gare           | Nom japonais | Distance depuis Takeo-Onsen (km) | Correspondances (Réseaux / Lignes)                                    | Localisation | Localisation |
| -------------- | ------------ | -------------------------------- | --------------------------------------------------------------------- | ------------ | ------------ |
| Takeo-Onsen    | 武雄温泉     | 0                                | - JR Kyushu : Sasebo                                                  | Takeo        | Saga         |
| Ureshino-Onsen | 嬉野温泉     | 10,9                             |                                                                       | Ureshino     | Saga         |
| Shin-Ōmura     | 新大村       | 32,2                             | - JR Kyushu : Ōmura                                                   | Ōmura        | Nagasaki     |
| Isahaya        | 諫早         | 44,8                             | - JR Kyushu : Nagasaki, Ōmura - Shimabaratetsudou : Shimabaratetsudou | Isahaya      | Nagasaki     |
| Nagasaki       | 長崎         | 66,0                             | - JR Kyushu : Nagasaki - Tramway de Nagasaki                          | Nagasaki     | Nagasaki     |